# Nathan Adams (programmatore)
Nathan Adams, noto anche con lo pseudonimo di Dinnerbone (23 luglio 1991), è un programmatore inglese noto per il suo lavoro ai Mojang Studios e in particolare per i suoi contributi al gioco Minecraft.

## Biografia
Adams è nato a Shrewsbury, in Inghilterra, il 23 luglio 1991. Dice di aver imparato a programmare all'età di 10 anni creando bot MSN.

## Carriera
Dopo aver terminato la scuola secondaria, è stato rifiutato dal college, quindi ha trovato lavoro in una piccola società di sviluppo web. È stato quindi assunto da Curse, dove ha lavorato alla modifica del server Minecraft CraftBukkit. Mojang ha quindi preso il pieno controllo e ha assunto il team di CraftBukkit per lavorare su un'API di modding, che ha consentito agli sviluppatori di mod di accedere più facilmente ai file di gioco di Minecraft. È stato assunto il 28 febbraio 2012 e ha iniziato a lavorare il 27 marzo. Ha lasciato il lavoro su Minecraft nell'ottobre 2015 per lavorare su un nuovo Minecraftlanciatore di applicazioni e si è unito a febbraio 2017. Attualmente ricopre il ruolo di direttore tecnico del gioco.

## Vita privata
È sposato con Aleksandra "MissMarzenia" Zając, project manager di Mojang. Hanno un figlio, nato il 2 ottobre 2016. Adams è daltonico al rosso-verde. Il 21 marzo 2019 Adams è diventato cittadino svedese.